# 4番目の男
『4番目の男』（よんばんめのおとこ、De vierde man）は、ポール・バーホーベン監督による1983年のオランダの映画である。

## ストーリー
カトリック教会への信仰とアルコール依存症を抱えた小説家のジェラルドは、講演会を行うためにアムステルダムから離れたある町を訪れる。その晩、講演を依頼した美容室オーナーの女・クリスティーンに誘われ、肉体関係を持つが、かつて彼女と関係を結んだ男たちが次々と急死している事実を知り、同時に異様な幻覚や、クリスティーンの愛人の男ハーマンへの性的欲情にも悩まされる。

## キャスト
- ジェローン・クラッベ
- レネ・ソーテンダイク
- トム・ホフマン
- ドルフ・デ・ヴリーズ
- ジールト・デ・ジョング
- ハンス・ヴィールマン

## 評価
2010年の『エンパイア』誌による世界のベスト100映画では93位となっている。

### 受賞とノミネート
| 映画祭・賞                             | 部門         | 候補                 | 結果       |
| -------------------------------------- | ------------ | -------------------- | ---------- |
| ロサンゼルス映画批評家協会賞           | 外国映画賞   | ポール・バーホーベン | 受賞       |
| トロント国際映画祭                     | 国際批評家賞 | ポール・バーホーベン | 受賞       |
| アボリアッツ・ファンタスティック映画祭 | 審査員特別賞 | ポール・バーホーベン | 受賞       |
| アボリアッツ・ファンタスティック映画祭 | グランプリ   | ポール・バーホーベン | ノミネート |